# Европейская Грузия
Европейская Грузия — движение за свободу (груз. ევროპული საქართველო — მოძრაობა თავისუფლებისთვი) — политическая партия в Грузии. Формально основана в Тбилиси в мае 1999 года, когда её возглавил Нугзар Церетели, отец политика Гиги Церетели. С 2017 года партию возглавляет Давид Бакрадзе.

## История
В октябре 2016 года оппозиционная партия «Единое национальное движение» экс-президента Михаила Саакашвили получило 26 из 150 мест в парламенте Грузии по результатам выборов. Вскоре после выборов, осенью 2016 года партия раскололась на две группы из-за разногласий с лидером партии Михаилом Саакашвили.
12 января 2017 года 21 депутат во главе с Гигой
Бокерия, Эленой Хоштария, Сергеем Капанидзе, Давидом Бакрадзе и Георгием (Гиги) Угулавой официально покинул партию. Парламентская фракция ЕНД «Национальное движение» была переименована в «Европейскую Грузию», а вторая фракция ЕНД «Национальное движение за движение вперёд» — в «Европейскую Грузию за лучшее будущее».
30 января 2017 года была создана партия «Европейская Грузия — движение за свободу». В тот же день лидер партии Георгий (Гиги) Угулава был назначен временным генеральным секретарем.
На президентских выборах в 2018 году кандидат от партии «Европейская Грузия» Давид Бакрадзе с 10,97 % голосов занял третье место.
В июне 2019 года депутат от «Европейской Грузии» Элене Хоштария  бывший заместитель госминистра по вопросам евро-атлантической интеграции в 2007—2012 годах была в первых рядах протестующих во время акций в Тбилиси, начавшихся после того, как российский депутат Сергей Гаврилов занял место спикера грузинского парламента.
На парламентских выборах в октябре 2020 года партия получила 3,79 % голосов и 5 мест в парламенте из 150. Депутаты в декабре обратились с просьбой лишить себя полномочий.
В декабре 2020 года партию покинула Элене Хоштария, а 8 марта 2021 года она основала политическое движение «Дроа!» (Настало время!).

## Идеология
Идеологию партии можно наиболее точно охарактеризовать как классический либерализм. Временный генеральный секретарь Гиги Угулава заявил, что партия ставит индивидуальные свободы выше государственного строительства и это главное идеологическое отличие от более государственнического Единого национального движения (ЕНД).